# Georgina Parkinson
Georgina Parkinson ( Brighton, 20 de agosto de 1938-18 de diciembre de 2009) fue una bailarina y maestra de ballet británica; fue bailarina principal del Ballet Real de Londres y maestra de ballet, durante tres décadas, en el American Ballet Theatre de Nueva York.

## Biografía
Era hija de una familia de clase media, su padre era corredor de apuestas, lo que llevó a la familia a la ruina. Estudió en un colegio religioso y fueron las monjas las que descubrieron su talento para la danza, recomendándole a los padres que llevaran a Georgina a estudiar ballet. Debido a la situación económica de la familia, la posibilidad de estudiar ballet solo era posible si ganaba una beca. Se presentó a una audición en la Escuela de Ballet de Sadler's Wells donde Ninette de Valois, fundadora y directora del Ballet Real de Londres era jurado, obteniendo la beca. Cuando cumplió 15 años ingresó en el Ballet Real y, posteriormente, al asumir Frederick Ashton la dirección, fue ascendida a bailarina principal en 1962.
En el Ballet Real mostró su potencial en los trabajos de los coreógrafos más contemporáneos. John Cranko, director del Ballet de Stuttgart, la convirtió en su Chloe en su creación de 1962 Daphnis and Chloe. Kenneth MacMillan creó papeles para ella en Symphony (1963) y en su célebre Romeo y Julieta de 1965.
Muy amiga de MacMillan, a finales de la década de 1960 lo apoyó y ayudó durante su crisis de mala salud y alcoholismo: "Estaba mal y nosotros éramos su sistema de apoyo". Por esa misma época se casó con el fotógrafo Roy Round.
A principios de la década de 1970, MacMillan le pidió que lo ayudara en la reposición de Romeo y Julieta que haría en Nueva York para a Mikhail Baryshnikov. En ese viaje fue invitada a quedarse en el American Ballet Theatre como maestra y entrenador, y en 1978 ella y su familia se mudaron a Nueva York.
Era cercana con las bailarines Julie Kent y Gelsey Kirkland, quienes le agradecieron y hablaron de trabajar con ella en sus autobiografías. Ella murió de complicaciones de cáncer.